# El genio y la diosa
El genio y la diosa, o Tardía confesión (en inglés The Genius and the Goddess) es una novela de Aldous Huxley publicada en 1955.

## Trama
El hogar del eminente físico Henry Maartens se ve alterado por la llegada de un joven e inexperto científico, John Rivers, el cual mostrará temor y admiración no solo por Maartens sino también por su bella esposa: Katy. Al instalarse a vivir con ellos empezará a descubrir las inesperadas interioridades de una familia muy poco convencional. Cuando el físico enferma y Katy arrastra al joven científico a su lecho, Rivers se ve enfrentado con un misterio fascinante: el incierto estado de gracia de una espléndida diosa terrestre.

## Adaptaciones
Basada en la novela:
- The Genius and the Goddess (1958), obra de teatro escrita por Aldous Huxley y Betty Wendel

Basada en la obra de teatro:
- Das Genie und die Göttin (1959), telefilme dirigido por Walter Rilla